# Iina Salmi
Iina Reetta Salmi (Espoo, 12 d'octubre de 1994) és una futbolista finlandesa que juga com a migcampista al València CF de Primera Divisió i a la selecció de Finlàndia.
Anteriorment va jugar al PK-35 Vantaa i al HJK de la Naisten Liiga, el FC Rosengård i l'AFC Ajax Vrouwen. Salmi va debutar amb la selecció femenina de Finlàndia el març del 2016 contra Gal·les. També va ser membre de la selecció finlandesa a la Copa del Món Femenina Sub-20 de 2014 al Canadà i va jugar al'Eurocopa femenina Sub-19 del 2013.
Tot i la classificació de l'equip finés, es va perdre l'Eurocopa del 2022 en no ser convocada. Aquell any va renovar amb el València fins 2024.